# 永野愛理
永野 愛理（えいの あいり、1993年1月19日 - ）は、日本の女性声優。宮城県仙台市出身。81プロデュースに所属。

## 経歴
アニメが好きで、高校の頃から深夜アニメを見ており、テレビアニメ『涼宮ハルヒの憂鬱』からアニメにのめり込んだという。当時は「声優なんかなれるわけないよな……」と数年前まで思っていたという。その時にニコニコ動画で『Wake Up, Girls!』のオーディション募集を見かけて、「自分なんかが受かるわけ無い」と思っていたが、好きだったアニメに一回でも出演するチャンスがあるなら「応募してみようかな」と思ったという。
2012年に開催された、avex×81produce「Wake Up, Girls! AUDITION」第2回アニソン・ヴォーカルオーディションに合格。オーディションでは「星間飛行」を歌った。
山本寛が『涼宮ハルヒの憂鬱』のスタッフだとは気付かなかったが、オーディションの時に山本の経歴の中に『涼宮ハルヒの憂鬱』、『らき☆すた』の名前が並んおり、その時初めて知ったという。
2013年4月、同オーディション合格者による声優ユニット「Wake Up, Girls!」結成。
2014年1月、アニメ『Wake Up, Girls!』林田藍里役で声優デビュー。
2015年3月、東日本大震災の復興応援活動を評価され、第9回声優アワード特別賞をWake Up, Girls!として受賞。
同年同月、東北学院大学文学部総合人文学科を卒業。
2019年3月、声優ユニットWake Up, Girls!がさいたまスーパーアリーナでラストライブ「Wake Up, Girls! FINAL LIVE〜想い出のパレード〜」を開催し解散。以降はソロで声優活動を続ける。
同年6月1日、個人名義のブログとTwitterアカウントを開設。

## 人物
小学4年よりダンスを学んでいたこともあり、所属ユニットであるWake Up, Girls!のメンバーの中ではダンスを得意とするメンバーの一人。そのユニットの曲である『地下鉄ラビリンス』や『TUNAGO』の振付、テレビアニメ『ハッカドール THE あにめ〜しょん』の一部の曲の振付なども担当した。タンバリンも得意とし、『地下鉄ラビリンス』や『7 Senses』でのタンバリンの演奏に参加している。また、中学校のバドミントンの部活では区の大会にて優勝する。
高校の時にキルケゴールの『死に至る病』に出会い、大学では哲学を学ぶ。Wake Up, Girls!のオーディション合格後も仙台に住んで活動していたが、2014年末には卒業論文を提出し、大学卒業を機に上京した。
宮城県出身ということもあり、地元の東北楽天ゴールデンイーグルスの大ファン。2017年8月6日には、Koboパーク宮城での楽天対ロッテ戦で始球式投手を務めた。
好きなゲームは携帯電話ゲームだと『パズル&ドラゴンズ』などで、ほかは恋愛ゲームばかりであり、生まれて初めて、幼稚園の時にプレイしたゲームは『ときめきメモリアル』。高校時代まではわりと普通だったが、『テニスの王子様』で道を踏み外し、『うたの☆プリンスさまっ♪』、『Starry☆Sky』を通じて二次元ラブになったという。

## 出演
太字はメインキャラクター。

### テレビアニメ
2014年
- Wake Up, Girls!（2014年 - 2017年、林田藍里） - 2シリーズ

2017年
- 恋愛暴君（女子生徒、彼女たち、陸上部員）
- ゼロから始める魔法の書（村の女）
- 賭ケグルイ（女子生徒）
- アイドルタイムプリパラ（奏）
- 異世界食堂（魔術師）

2018年
- デスマーチからはじまる異世界狂想曲（ミーア）

2019年
- 八月のシンデレラナイン（永井加奈子）
- キラッとプリ☆チャン（2019年 - 2020年、もなか）
- アサシンズプライド（ミド、上級生女、女生徒、女性客）

2020年
- 球詠（藤原理沙）

2021年
- ゴー!ゴー!キッチン戦隊クックルン（小松坂8のメンバー）

2023年
- ワールドダイスター（劇団員A）

### 劇場アニメ
- Wake Up, Girls!シリーズ（2014年 - 2015年、林田藍里[24][30]） - 3作品

### Webアニメ
- うぇいくあっぷがーるZOO!（2014年、アイリ）
- Wake Up, Girls！の宮城PRやらせてください！（2016年、林田藍里、杜みなせ[31]）
- 天空侵犯（2021年、取巻麻弓）

### ゲーム
2013年
- Wake Up, Girls! ステージの天使（林田藍里）

2015年
- ウチの姫さまがいちばんカワイイ（白癒姫 キュア・パフィー）
- ミラクルガールズフェスティバル（林田藍里）

2016年
- アイちゃんMASTER ハッピーライブ! (アイリ)
- スターリーガールズ（プルートー、ホームズ）
- SOUL REVERSE ZERO（イグレイン、グローア、ダブネー）
- 誰ガ為のアルケミスト（タマモ）
- ファンタジーウォータクティクス（デボラ）

2017年
- 武器よさらば（ヒカリ）
- 実況パワフルプロ野球2016（響乃こころ）
- 実況パワフルプロ野球 チャンピオンシップ2017（響乃こころ）
- 八月のシンデレラナイン（永井加奈子）
- 青空アンダーガールズ!（吉永萌） - Twinkle☆Starの楽曲の振付も一部担当
- School of Talent：SUZU-ROUTE (一之瀬茉優)

2018年
- リトルウィッチアカデミア 時の魔法と七不思議（リンリン）
- 実況パワフルプロ野球2018（響乃こころ）
- Wake Up, Girls! 新星の天使（林田藍里）

2019年
- けものフレンズ3（アメリカレア）

2020年
- eBASEBALLパワフルプロ野球2020（響乃こころ）
- ビビッドアーミー（コーデリア）

2021年
- アズールレーン（リベッチオ、マエストラーレ）

2022年
- eBASEBALLパワフルプロ野球2022（響乃こころ）

2024年
- パワフルプロ野球2024-2025（響乃こころ）

### ドラマCD
- ハッカドールINこみっくす 01 公式ドラマCD付き特装版（2016年）[58][59]
- デスマーチからはじまる異世界狂想曲 小説第19巻ドラマCD付き特装版（2020年、ミーア）
- デスマーチからはじまる異世界狂想曲 小説第24巻ドラマCD付き特装版（2022年、ミーア）

### 吹き替え
- ファイナル・ガールズ 惨劇のシナリオ（2015年、ガーティ〈アリア・ショウカット〉）
- ミュータント・ワールド（2015年、ゼニ[60]）
- フィフス・ウェイブ（2016年、ティーカップ[61]）

### オーディオブック
- 小説版 Wake Up, Girls! それぞれの姿（2015年、林田藍里[62]）
- 夏の終わりとリセット彼女（2021年、宮井笙子 ほか[63]）
- むしめづる姫宮さん（2022年[64]、姫宮凪[65]）

### ラジオ
※はインターネット配信。
- Wake Up, Radio!（2014年 - 2015年、ニコニコ動画 超!アニメディアチャンネル※）不定期パーソナリティ[66]
- Wake Up, Girls!のオールナイトニッポンモバイル（2014年 - 2016年、Radital※・オールナイトニッポンモバイル※）不定期パーソナリティ[67]
- DIVE II Station New Generations!（2014年 - 2016年、文化放送、マンスリーパーソナリティ）[68][69]
- Wake Up, Girls!のオールナイトスッポン（2016年 - 2017年、Radital※・9129スッポン放送※）不定期パーソナリティ[70]
- Wake Up, Girls!のがんばっぺレディオ!（2016年 - 2018年、音泉※・HiBiKi Radio Station※）不定期パーソナリティ[71]
- Wake Up, Girls!とRun Girls, Run!のオールナイトニッポンi（2017年 - 2018年、オールナイトニッポンi※）不定期パーソナリティ[72]
- Stray Sheep Paradise 放送部 超☆ルクルの部屋（2019年、響 - HiBiKi Radio Station -※）[73]

### テレビ番組
- わぐばん!（2015年7月15日 - 9月30日、テレビ東京）
- 石井一久・稲村亜美の「女神スポーツ」（2018年7月3日、17日、Kawaiian TV）楽天担当番記者、天の声[74]
- Run Girls, Run!のらんがばん!（2019年7月5日 - 9月20日、TOKYO MX）ナレーション[75][76]

### インターネットテレビ
- 山本寛アワー ワグっていいとも!（2013年11月8日 - 2014年3月28日、ニコニコ生放送）
- Wake Up, Radio!（生）（2014年5月11日 - 2015年12月16日、ニコニコ生放送）不定期出演
- 文化放送ホームランラジオ!パっとUP（2015年  - 2016年、超!A&G+『れい&ゆいの文化放送ホームランラジオ!』内）[77]
- かな&あいりの文化放送ホームランラジオ! パっとUP（2016年 - 2022年、ニコニコ生放送）[78]
- アステリズム放送室 / 超アステリズム放送室（2016年12月20日 - 2017年4月12日、YouTube・ニコニコ動画）[79][80]
- ファミ通presents WUGちゃんねる！（2017年3月11日 - 2018年12月23日、ニコニコ生放送）[81]
- 永野愛理の林編集長と野球の話をしよう（2018年10月18日 - 、ニコニコ生放送）不定期放送[82][83]
- 永野愛理のあれか、これか（2019年9月5日 - 2022年10月6日、ニコニコ生放送）[84]

### 映像商品
2014年
- ダンス教則DVD Wake Up Dance!（永野愛理が教える｢16歳のアガペー｣）（8月22日）※アニミュゥモでの『Wake Up, Girls!』全巻購入特典

2018年
- GJ 公演DVD（9月下旬）

2019年
- 舞台「Stray Sheep Paradise」（6月26日）
- かやたんに夢中!（8月9日）

2020年
- 脳漿炸裂ガール 〜人間動物園〜（3月31日）
- 永野愛理のあれか、これか “かわいい”って、なんだろう！？SP in 東京ドイツ村（5月26日）

2021年
- 永野愛理のあれか、これか　あれこれ考えますか？考えませんか？（6月11日）

### CM
- ラジオCM「TSUTAYA仙台駅前店」（ナレーション）
- WEBCM おむすび名人 × Wake Up, Girls! くつろぎ篇（2016年6月）[94]
- TVCM 東北イオン「WUG 日曜はポイント5倍篇」「WUG 明日はイオンの日曜朝市篇」（2016年9月 - ）[2]、「イオンの元旦はポイント5倍篇」（2017年1月）[95]

### 映画
- 任侠学園（2019年9月、生徒[96]）

### 舞台
- 舞台 Wake Up, Girls! 青葉の記録（2017年1月19日 - 22日、AiiA Theater Tokyo） - 林田藍里 役[97]
- ホットポットクッキング Presents Vol.4『GJ』（2018年4月13日 - 22日、赤坂RED/THEATER） - ノゾミ 役[98]
- 舞台 Wake Up, Girls! 青葉の軌跡（2018年6月6日 - 10日、草月ホール） - 林田藍里 役[99]
- Stray Sheep Paradise（2018年12月12日 - 16日、俳優座劇場） - ルクル 役[100]
- 脳漿炸裂ガール 〜人間動物園〜（2019年7月11日 - 15日、六行会ホール） - 乱躁滅裂ガール 役[101][102]
- Reading Story『Stray Sheep Paradise』〜EGO〜 〜IDO〜（2019年6月28日・30日、シアターサンモール）[103]
- Stray Sheep Paradise:em（2019年8月15日 - 18日、あうるすぽっと） - ルクル 役[6][104]
- ナナステ☆SUITEVE STORY'S〜飛鳥と鳥かご〜（2019年11月13日 - 17日、新宿村LIVE） - ばあや／菅原亜子 役[105]
- MASHIKAKU CONTE LIVE「リンドバーグ」（2020年1月5日 - 9日、博品館劇場）[106]
- アニカラ朗読歌劇 vol.2『イヒの憂鬱』（2020年9月25日、SHIBUYA PLEASURE PLEASURE）[107]
- 爆走おとな小学生 第十四回全校集会『初等教育ロイヤル』白組（2020年12月25日 - 27日、COOL JAPAN PARK OSAKA TTホール） - 木村さん 役[108][109]
- 爆走おとな小学生 第十五回全校集会『勇者セイヤンの物語〜ノストラダム男の大予言〜』（2021年1月21日 - 24日、オルタナティブシアター） - スラウィム 役[110]
- 爆走おとな小学生 山田裕太引退記念授業『漢のピリオド.〜The Last Stage〜』（2021年9月16日 - 20日、CBGKシブゲキ!!） - 橋姫 役[111][112]
- ソフトボイルド『カルテットルーム』（2021年10月20日 - 24日、キンケロ・シアター） - 遠藤雪江 役[113][114]
- ソフトボイルド『和道ノ阿修羅』（2021年12月10日 - 12日、京都劇場） - 出雲阿国 役[115][116]

### パチンコ・パチスロ
- パチスロ Wake Up, Girls！Seven Memories（2021年、林田藍里、永野愛理[117]）

### その他コンテンツ
- 鉄道むすめ（杜みなせ）
- ダウンロードボイス（松島七）
- 仙台駅前エンドーチェーン EBeanS 開店・閉店時館内放送[118]
- Advantech社製品紹介ビデオ（DAQNavi[119]、WebAccessIVS[120]）（ナレーション）
- 連載「愛理のど真ん中直球勝負!」（2017年4月7日〜2018年5月25日、全28回、4Gamer.net）[121]
- 温泉むすめ（松島名月）[122]
- 恋シチュ「頑張ってるね新入社員」[123]

### イベント
- 『平成26年度 住宅防火防災推進シンポジウムin仙台 パネルディスカッション』パネリスト - 仙台市福祉プラザ2Fふれあいホール（2014年11月26日）[124]
- 『防火フェア トークショー「住宅防火を考えよう!」』ゲスト - 東北電力グリーンプラザ「アクアホール」（2015年2月28日）[125][126]
- 永野愛理が楽天イーグルス愛を大声で必要以上に訴えるイベント - EAGLES CAFE（仙台フォーラス8階）（2017年12月20日、12月26日（ゲスト：高木美佑）、2018年1月10日（ゲスト：山下七海）、1月17日（ゲスト：奥野香耶））[127]
- 永野愛理が楽天イーグルス愛を大声で必要以上に訴えるイベント〜本拠地凱旋〜 - 楽天生命パーク「イーグルスドーム」（2018年6月13日（1部ゲスト：Run Girls, Run！、2部ゲスト：阿部俊人））[128]
- 東京ゲームショウ2018 eBASEBALL パワプロ・プロリーグ 2018 eドラフト会議直前エキシビションマッチ - 幕張メッセ（2018年9月22日）[129]
- ふるさと応援祭 バイキングパーク2019 声優グルメ女子会トークショー - 日比谷公園 （2019年5月3日）[130]
- 月刊 永野愛理 - 文化放送12階メディアプラスホール・13階ラウンジ（2019年7月19日 - ）[131][132]
- キビタキビオの目指せ!野球観戦プロフェッショナル（アシスタントMC） - LOFT9 Shibya（2019年7月25日 -）[133][134]
- 永野愛理と楽しめるプレミアム観戦ツアー - 楽天生命パーク宮城（2019年9月9日（ゲスト：阿部俊人））[135]
- 仙台アニメフェス2019（総合司会） - 夢メッセみやぎ（2019年10月19日 - 20日）[136]
- eBASEBALL プロリーグ eペナントレース第3節（解説） - フジテレビ（2019年12月7日）[137]
- 実況パワフルプロ野球 25周年記念コンサート（MC） - 大阪府立国際会議場・東京オペラシティ（大阪公演：2019年12月15日、東京公演：12月21日）[138]
- 「月刊 永野愛理」増刊号！BIRTHDAY 2020 -26→27- - duo MUSIC EXCHANGE（2020年1月19日）[139]

## ディスコグラフィ

### キャラクターソング
| 発売日         | 商品名                                         | 歌                                                                   | 楽曲                                                     | 備考                                       |
| -------------- | ---------------------------------------------- | -------------------------------------------------------------------- | -------------------------------------------------------- | ------------------------------------------ |
| 2014年10月1日  | Wake Up, Girls!Character song series 林田藍里  | 林田藍里（永野愛理）                                                 | 「可笑しの国」 「ワグ・ズーズー airi ver.」              | テレビアニメ『Wake Up, Girls!』関連曲      |
| 2016年9月28日  | Wake Up, Girls!Character song series2 林田藍里 | 林田藍里（永野愛理）                                                 | 「ヒカリキラリミルキーウェイ」 「HIGAWARI PRINCESS」     | テレビアニメ『Wake Up, Girls!』関連曲      |
| 2017年12月20日 | Wake Up, Girls!Character song series3 林田藍里 | 林田藍里（永野愛理）                                                 | 「Party! Party!」 「Non stop diamond hope〜Airi ver.〜」 | テレビアニメ『Wake Up, Girls! 新章』関連曲 |
| 2020年5月27日  | Never Let You Go!/プラスマイナスゼロの法則     | 新越谷高校女子野球部                                                 | 「プラスマイナスゼロの法則」                             | テレビアニメ『球詠』エンディングテーマ     |
| 2020年5月27日  | Never Let You Go!/プラスマイナスゼロの法則     | 藤原理沙（永野愛理）                                                 | 「プラスマイナスゼロの法則」                             | テレビアニメ『球詠』関連曲                 |
| 2021年4月25日  | 灼けつくエール 後攻                            | おいしいものクラブ                                                   | 「おかわり☆タイムリー！」                                | ゲーム『八月のシンデレラナイン』関連曲     |
| 2022年10月21日 | 涌遊スマイルパワー                             | 飯坂真尋（吉岡茉祐）、松島名月（永野愛理）、小野川小町（村上奈津実） | 「涌遊スマイルパワー」                                   | 『温泉むすめ』関連曲                       |

### その他参加楽曲
| 発売日        | 商品名                                              | 歌                | 楽曲                                         | 備考 |
| ------------- | --------------------------------------------------- | ----------------- | -------------------------------------------- | --- |
| 2015年4月16日 | -                                                   | 永野愛理          | 「可笑しの国」 「君の知らない物語」          | カラオケ『LIVE DAM STADIUM・LIVE DAM Ai あにそんボーカル』配信曲。                                                                       |
| 2016年4月1日  | -                                                   | アイリ（永野愛理) | 「ヒロイック☆ヒレリズム」                    | 2016年4月1日にエイプリルフールの企画として発表されたゲーム『アイちゃんMASTER ハッピーライブ!』内で登場。                                 |
| 2017年3月18日 | ソロでイベント、やらせてください！2017 パンフレット | 永野愛理          | 「桜色クレッシェンド」                       | 2017年3月18日、19日に開催されたWake Up, Girls!メンバーのソロイベントで販売されたパンフレットに付属のCDに収録。                           |
| 2018年3月3日  | Wake Up, Girls! Soloevent 2018 パンフレット         | 永野愛理          | 「minority emotions」                        | 2018年3月3日から3月25日にかけて開催された「わぐらぶ限定 TUNAGO東北ろっけんソロイベントツアー」で販売されたパンフレットに付属のCDに収録。 |
| 2020年1月15日 | Wake Up, Girls！Solo Collection -7 Stars-           | 永野愛理          | 「桜色クレッシェンド」 「minority emotions」 | 配信限定アルバム。 |

## 振付
Wake Up, Girls！
- 地下鉄ラビリンス
- タイトロープ ラナウェイ
- outlander rhapsody
- TUNAGO
- Polaris

Wake Up, May'n！
- ハートライン

ハッカドール THE あにめ〜しょん
- エンディング MMD振付

Twinkle☆Star（青空アンダーガールズ!）
- キラメキ☆Shining!

優木かな
- 君との羽

オッド・アイ
- ディスコ・ディテクティブ〜水曜日の探偵〜

### ユニットメンバー
1. ↑  前田佳織里、天野聡美、野口瑠璃子、橋本鞠衣、永野愛理、北川里奈、富田美憂、宮本侑芽、本泉莉奈、白城なお
2. ↑  近藤咲（山岡ゆり）、永井加奈子（永野愛理）、新田美奈子（渡部優衣）